# LTV A-7 Corsair II
LTV A-7 Corsair II – amerykański poddźwiękowy, jednosilnikowy, jednomiejscowy odrzutowy samolot szturmowy przystosowany do operowania z lotniskowców, produkowany przez firmę Ling-Temco-Vought (LTV).

## Historia
W czerwcu 1963 roku Marynarka Wojenna USA (US Navy) ogłosiła  wymogi dla następcy samolotu szturmowego A-4 Skyhawk. Miał być to lekki, poddźwiękowy, jednosilnikowy samolot pokładowy zdolny do samodzielnej obrony przed myśliwcami przeciwnika, uzupełniania paliwa w locie, udźwigu 6800 kg uzbrojenia oraz zasięgu 600 mil morskich (1111 km). Do konkursu amerykańskie firmy lotnicze zgłosiły 4 projekty będące modyfikacjami istniejących samolotów pokładowych (m.in. A-4 Skyhawk i A-6 Intruder). Rozstrzygnięty 8 listopada 1963 r. konkurs wygrał projekt firmy LTV (następcy firmy Chance Vought) będący modyfikacją myśliwca pokładowego F-8 Crusader. Mimo zewnętrznego podobieństwa do F-8 i bardzo zbliżonej koncepcji aerodynamicznej, A-7 znacznie się od niego różnił. Prototyp YA-7A został oblatany 27 września 1965. Samolot otrzymał nazwę Corsair II na cześć słynnego poprzednika z II wojny światowej, Vought F4U Corsair.
Pierwszy A-7A został przekazany eskadrze VA-174 Hellrazors 14 października 1966 r. Próby morskie odbyły się na pokładzie lotniskowca USS "America" w listopadzie tegoż roku. Corsairy zadebiutowały bojowo 3 grudnia 1967, podczas wojny wietnamskiej, atakując mosty i węzły drogowe w rejonie miast Vihn w Demokratycznej Republice Wietnamu (komunistyczny Wietnam Północny). 
A-7 był ostatnim samolotem pokładowym US Navy przystosowanym do operowania z przebudowanych lotniskowców typu Essex (USS "Ticonderoga"). Był też jednym z nielicznych samolotów używanych zarówno przez US Navy i US Air Force. Jeszcze w okresie debiutu bojowego A-7 zrobił pozytywne wrażenie na przebywających z wizytą na pokładzie lotniskowca USS "Ranger" lotnikach USAF. Siły Powietrzne poszukiwały następców dla samolotów F-100 i F-105. Już 6 kwietnia 1968  oblatany został prototyp wersji lądowej YA-7D. A-7D otrzymał brytyjski silnik Allison/Rolls-Royce TF-41-A-1 i działko szybkostrzelne M61A1 Vulcan zamiast dwóch działek Colt-Browning Mk12 instalowanych w wersjach A i B. Usunięto też zaczep i prowadnicę do katapulty pokładowej z przedniej goleni podwozia oraz zmieniono układ uzupełniania paliwa w powietrzu na zgodny ze stosowanym przez USAF tankowaniem przez przewód sztywny (US Navy używa przewodów giętkich). A-7D był pierwszym w USA samolotem bojowym wyposażonym we wskaźnik przezierny na przedniej szybie HUD. A-7D zostały skierowane do walki w Wietnamie w październiku 1972 roku.
Ostateczna wersja pokładowa A-7E oblatana 25 listopada 1968 otrzymała podobnie jak A-7D, działko M61A1 Vulcan, silnik o większym ciągu. W 1977 roku należące do US Navy A-7E zostały wyposażone w zestawy do obserwacji w podczerwieni FLIR (Forward Looking InfraRed), umożliwiające obserwację w nocy. Obok wersji jednomiejscowych produkowane były dwumiejscowe wersje szkolno-bojowe TA-7C dla US Navy oraz A-7K dla USAF-u.
Samoloty A-7 produkowane były do 1983, zaś ich służba w lotnictwie US Navy trwała do marca 1991. Obok USAF-u i US Navy szturmowce A-7 zostały zakupione w wersji lądowej przez Grecję (60 A-7H i 5 TA-7H od 1975, zastąpione przez używane A-7E w 1990), Portugalię (łącznie 51 używanych lub zmodernizowanych do A-7E Corsair II w latach 1981–1999, w 1993 jedyny samolot bojowy) i Tajlandię (14 A-7E i 4 TA-7C między 1995 a 2007 przez lotnictwo marynarki). Podczas wojny wietnamskiej używało ich także lotnictwo Wietnamu Południowego. 17 października 2014 roku A-7 Corsair II został oficjalnie wycofany z Polemikí Aeroporía (wojsk lotniczych Grecji), co ostatecznie zakończyło eksploatację tego samolotu na świecie.

## Zastosowanie bojowe
Samoloty szturmowe A-7 były stosowane w wersjach A, B, D i E podczas wojny w Wietnamie od 1968 do 1973 roku, wykonując ponad 108 000 lotów bojowych. W kwietniu 1986 roku A-7E z lotniskowca USS "America" wzięły udział w nalocie na Libię (operacja Canyon Eldorado) na obiekty wojskowe w okolicach Benghazi. W wojnie przeciw Irakowi w 1991 roku (Pustynna Burza) wzięły udział dwa dywizjony z lotniskowca USS "John F. Kennedy" – łącznie 20 egzemplarzy.